# Léna Bernstein

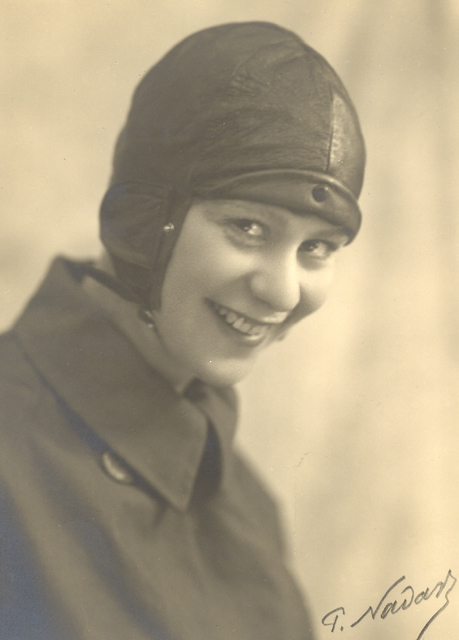
Léna Bernstein omkring 1929.

Léna Bernstein, född 1906 i Leipzig, död 3 juni 1932 i Biskra var en rysk-fransk (hon blev fransk medborgare 1932) flygpionjär.
Léna Bernsteins föräldrar som var av ryskt judiskt ursprung emigrerade till Tyskland och sedan vidare till Frankrike under 1910-talet. Hon fick sin flygutbildning vid den civila flygskolan i Aulnat, nära Clermont-Ferrand, med Gilbert Sardier (1897–1976) och Louis Chartoire (1895–1992) som flyglärare. Efter att hon avlagt certifikatproven åker hon till Paris med avsikten att slå några flygrekord. Utan förmögenhet måste hon ständigt kämpa för att få tillgång till flygplan, hon flög först en Potez VIII men fick senare låna en, Caudron C.109 av konstflygaren Maurice Finat (1894-1935). Hon bestämde sig för att försöka slå avståndsrekordet i rak linjeflygning för kvinnor. Hon lade upp en rutt att korsa Medelhavet, men myndigheterna gav henne bara tillstånd att genomföra en flygning i nordlig riktning. Men med det flygplan hon disponerade var en flygning norrut omöjlig då hon med ett med bränsle överbelastat flygplan ej skulle nå de höjder hon behövde för att korsa olika hinder. Hon låtsasdes rätta sig efter beslutet, men flög efter starten söderut för att flyga över Medelhavet. Efter en tids flygning uppträder det någon form av skakningar i flygplanet och hon tvingas dumpa bränslet och återvända till Frankrike där hon genomförde en felfri landning i en stark vind. Redan dagen efter genomförde hon sitt andra försök, men ovanför Korsika inser hon att hennes tank nästan är tom. Kranen hon använt dagen innan för att snabbtömma tankarna var felaktigt stängd så bränslet läckte ut. Hon tvingades nödlanda på flygfältet i Pisa där hon anklagas för att inte ha tillstånd att flyga över Italien och flygplanet beslagtas. Dagen efter vid en genomgång av flygplanet visar hon upp ett tekniskt fel, efter att man startat motorn sätter hon sig i cockpiten och drar iväg, utan sina tillhörigheter så som packning, flygdräkt, hjälm och kartor. Slutligen på sitt tredje försök lyckas hon genomföra sin rekordflygning. Bernstein fick två giltiga flygrekord registrerade vid Fédération Aéronautique Internationale i Schweiz. Med en Caudron 109 utrustad med en 40 hp Salmson motor flög hon den 20 augusti 1929 över Medelhavet mellan Istres i Frankrike och Sīdī Barrānī i Egypten den totala flygsträckan blev 2 268 kilometer utan mellanlandning vilket då var det gällande världsrekordet i rak distansflygning för damer. Hon är den andra piloten, och den första kvinnan, som korsar Medelhavet i en soloflygning efter Roland Garros bragd 23 september 1913.
1 och 2 maj 1930 genomförde hon en uthållningsflygning vid Le Bourget med flygplanet F-AJLU som blev ett nytt världsrekord. På grund av risken för olyckor registreras inte längre rekord i uthållningsflygning. Med en Farman F192 utrustad med en Salmson AB 9 motor lyckades hon genomföra en flygning som varade 35 timmar 46 minuter och 55 sekunder. Hon slog därmed tidsmässigt Charles Lindberghs rekordtid på 33,5 timmar som soloflygningen över Atlanten tog 1927. Hon blir av med uthållighetsrekordet 4 september 1930 då Maryse Bastié utför en längre uthållighetsflygning i en Klemm som varar i 37 timmar och 55 minuter.

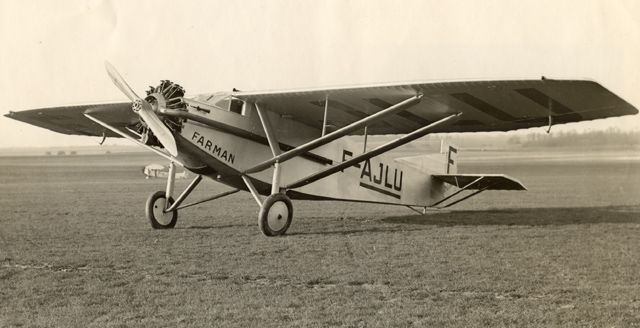
Den Farman F192 som hon använde vid rekordflygningen

Efter rekordflygningen fortsätter hon att flyga samma flygplan och förbereder sig för en distansflygning till Tokyo med mekanikern Guitton. Flygningen  sponsrades av Les Galeries Lafayette, vars namn var målat på flygkroppen. Efter flera motgångar startar de flygningen 8 november 1930 från Toussus-le-Noble, men flygningen kom att bli ett  misslyckande och de tvingades att ge upp. Under 1931 försökte hon sig på en rekordflygning till Saigon men tvingades utföra en nödlandning i Indien. Hon tvingades till hårt arbete med att jaga nya sponsorer för att finansiera ett nytt rekordförsök. Efter ett tag lyckades hon tack vare Guy Guidotti få tag på en Farman F230 med en Salmson AD9 40CV motor för att återuppta sitt rekordförsök. I närvaro av Henri Farman startade hon från Toussus-le-Noble 16 april 1931 med sitt nya flygplan. Vid sitt andra startförsök av rekordflygningen 30 maj 1931 klockan 3 på morgonen från Istres välte flygplanet som var överlastat med 415 liter bränsle av en vindpust på startbanan. Léna Bernstein, blev skadad i huvudet, fick en bruten fotled, samt flera blåmärken och transporterades till Hôpital de la Conception i Marseille för vård. En industriman i Marseille och före detta stridspilot, försåg henne med det nya flygplanet en Farman F236 som var en större variant av enkelsitsversion av F230 fast med ett något större vingspann. Ännu inte helt återställd lämnade hon sjukhuset utan att betala sin sjukhusräkning. Under 1932 beviljades hon franskt medborgarskap samtidigt förbereder hon en rekordflygning som består av att förena Biskra i Algeriet med Bagdad. Rutten bestod av att flyga över södra Tunisien, 900 kilometers havsflygning sedan Egypten och korsa bergen i Libanon. Hon reste runt en tid innan rekordförsöket för att förbereda och planera flygningen från Biskra. Men hon möttes av motgångar, hon förbjöds av administration att flyga och hon jagades av fogdarna för sjukhusräkningen. Under juni månad lyckades hon nå Alger genom att lura på myndigheternas vaksamhet, och nådde sedan flygplatsen i Biskra, där hennes Farman gjorde en hård landning på grund, av en storm. Skadorna som uppstod var minimala och hon välkomnades och omgavs av många vänner: borgmästaren i Biskra och hans fru, överstelöjtnant Christian Sarton du Jonchay, överste Pierre Weiss och Lucien Schmidt ordförande för du Comité d'Aviation de Tourisme de Biskra. Men hon var utmattad, både psykiskt och mentalt och den 3 juni beställer hon en taxiresa ut i öknen där hon lämnar fordonet. Hennes kropp hittades två dagar senare, bredvid henne fanns då en flaska champagne och en tom medicintub.
Léna Bernstein ligger begravd på kyrkogården i Biskra.